# Thomas Geris
Thomas Geris (* 16. Oktober 2002 in Innsbruck) ist ein österreichischer Fußballspieler.

## Karriere

### Verein
Geris begann seine Karriere beim SV Innsbruck. Zur Saison 2016/17 kam er in die AKA Tirol, in der er bis zum Ende der Saison 2020/21 sämtliche Altersstufen durchlief. Parallel dazu spielte er im Juni 2019 erstmals für seinen Stammklub Innsbruck in der Tiroler Liga. In der Saison 2018/19 absolvierte er für den SV zwei Spiele, in der COVID-bedingt abgebrochenen Saison 2019/20 kam ein weiteres hinzu. Zur Saison 2020/21 wurde er auf den FC Wacker Innsbruck umgemeldet, für dessen Amateure er viermal in der Regionalliga Tirol spielte.
Nach seiner Zeit in der Akademie wechselte Geris zur Saison 2021/22 zu den Amateuren der WSG Tirol. In seiner ersten Spielzeit kam er zu 22 Einsätzen für die Wattener, in denen er siebenmal traf. Zur Saison 2022/23 rückte der Angreifer anschließend in den Profikader des Bundesligisten. Sein Debüt in der Bundesliga gab er schließlich im Mai 2023, als er am 31. Spieltag jener Saison gegen den Wolfsberger AC in der 67. Minute für Alexander Ranacher eingewechselt wurde.

### Nationalmannschaft
Geris spielte im Februar 2020 zweimal gegen Zypern für die österreichische U-18-Auswahl.